# Confidencialitat
Confidencialitat és la propietat de la informació, per la qual es garanteix que està accessible únicament al personal autoritzat a accedir a aquesta informació. La confidencialitat ha estat definida per l'Organització Internacional d'Estandardització (ISO) en la norma ISO / IEC 27002 com "garantir que la informació és accessible només per a aquells autoritzats a tenir accés" i és una de les pedres angulars de la seguretat de la informació. La confidencialitat és un dels objectius de disseny de molts criptosistemes, feta possible en la pràctica gràcies a les tècniques de criptografia moderna.
La confidencialitat també es refereix a un principi ètic associat amb diverses professions (per exemple, medicina, dret, religió, psicologia professional, i el periodisme); en aquest cas, es parla de secret professional. En ètica, i (en alguns llocs) en dret, concretament en judicis i altres formes de resolució de conflictes legals, com ara la mediació, alguns tipus de comunicació entre una persona i un d'aquests professionals són "privilegiats" i no poden ser discutits o divulgats a tercers. En les jurisdiccions en què la llei preveu la confidencialitat, en general hi ha sancions per la seva violació. La confidencialitat de la informació, imposada en una adaptació del principi clàssic militar "need-to-know", constitueix la pedra angular de la seguretat de la informació en corporacions d'avui dia. L'anomenada "bombolla de confidencialitat" restringeix els fluxos d'informació, amb conseqüències tant positives com negatives.

## Confidencialitat informàtica
La confidencialitat s'entén en l'àmbit de la seguretat informàtica, com la protecció de dades i d'informació intercanviada entre un emissor i un o més destinataris davant de tercers. Això s'ha de fer independentment de la seguretat del sistema de comunicació utilitzat: de fet, un assumpte de gran interès és el problema de garantir la confidencialitat de la comunicació utilitzat quan el sistema és inherentment insegur (com Internet).
En un sistema que garanteixi la confidencialitat, un tercer que entra en possessió de la informació intercanviada entre el remitent i el destinatari no és capaç d'extreure cap contingut intel·ligible.
Per garantir-la s'utilitzen mecanismes de xifrat i d'ocultació de la comunicació. Digitalment es pot mantenir la confidencialitat d'un document amb l'ús de claus asimètriques. Els mecanismes de xifrat garanteixen la confidencialitat durant el temps necessari per desxifrar el missatge. Per aquesta raó, és necessari determinar durant quant de temps el missatge ha de seguir sent confidencial. No hi ha cap mecanisme de seguretat absolutament segur.

## Confidencialitat en la pràctica clínica[1]
- La confidencialitat és el dret de les persones a que, aquells que han conegut dades íntimes o privades seves, no puguin revelar-les ni utilitzar-les sense la seva autorització expressa.
- El "secret mèdic" és el deure professional de mantenir oculta la intimitat i les dades privades del pacient, per a fins aliens a la pròpia assistència sanitària, mentre el pacient no ho autoritzi o bé apareguin exigències que ho justifiquin (bé públic, evitar danys a tercers o imperatiu legal).
És important que els professionals sanitaris entenguin que utilitzar dades no és el mateix que posseir-les, sense oblidar mai qui n'és el veritable titular: el pacient.
- La fonamentació ètica del deure de secret del professional té tres dimensions: com a persona (respecte a l'autonomia de l'altre); com a professional (un compromís de lleialtat en la relació clínica pacient-metge); com a ciutadà (confiança social en la reserva de la professió mèdica).
El dret de confidencialitat i el deure del "secret mèdic" es sustenten principalment en l'autonomia del pacient, que ha de ser respectada sempre i quan s'hagi assegurat prèviament el respecte al principi de no maleficència (evitar un dany greu a terceres persones) i al principi de justícia (tractar tots els pacients amb el mateix respecte i equitat).
El silenci del metge respectant el dret a la intimitat del pacient és també una manifestació més del deure mèdic ("primum non nocere").
-Límits de la confidencialitat. Cap argument ètic porta a la conclusió que el deure de secret sigui absolut i sense cap possibilitat d'excepcions. La informació que rep el metge del pacient en la seva assistència només ha de ser divulgada amb una clara justificació (generalment relacionada amb evitar danyar un bé col·lectiu rellevant o bé a terceres persones concretes).
El requeriment de confidencialitat existeix dins d'un context social ampli en el qual els professionals de la salut tenen també altres deures que poden entrar en conflicte amb el deure de secret. Per tant, cal una valoració acurada, en el sentit que, de la no revelació d'una determinada dada, se'n puguin derivar perjudicis a terceres persones concretes o, fins i tot, a la col·lectivitat.
A efectes del deure de secret professional, la majoria d'edat segons la llei és a partir dels 16 anys. Per tant, a partir d'aquesta edat, les consideracions que fem sobre els adults són les vàlides.
Entre els 12 i els 16 anys, el metge ha de fer la tasca de valorar la maduresa del pacient adolescent i decidir. Com a metges del pacient s'ha d'actuar sempre en el seu benefici, i prioritzar-lo per davant del desig dels pares o tutors, tant en el cas de preservar el secret com en el cas de revelar-lo.